# Bootaxtkultur

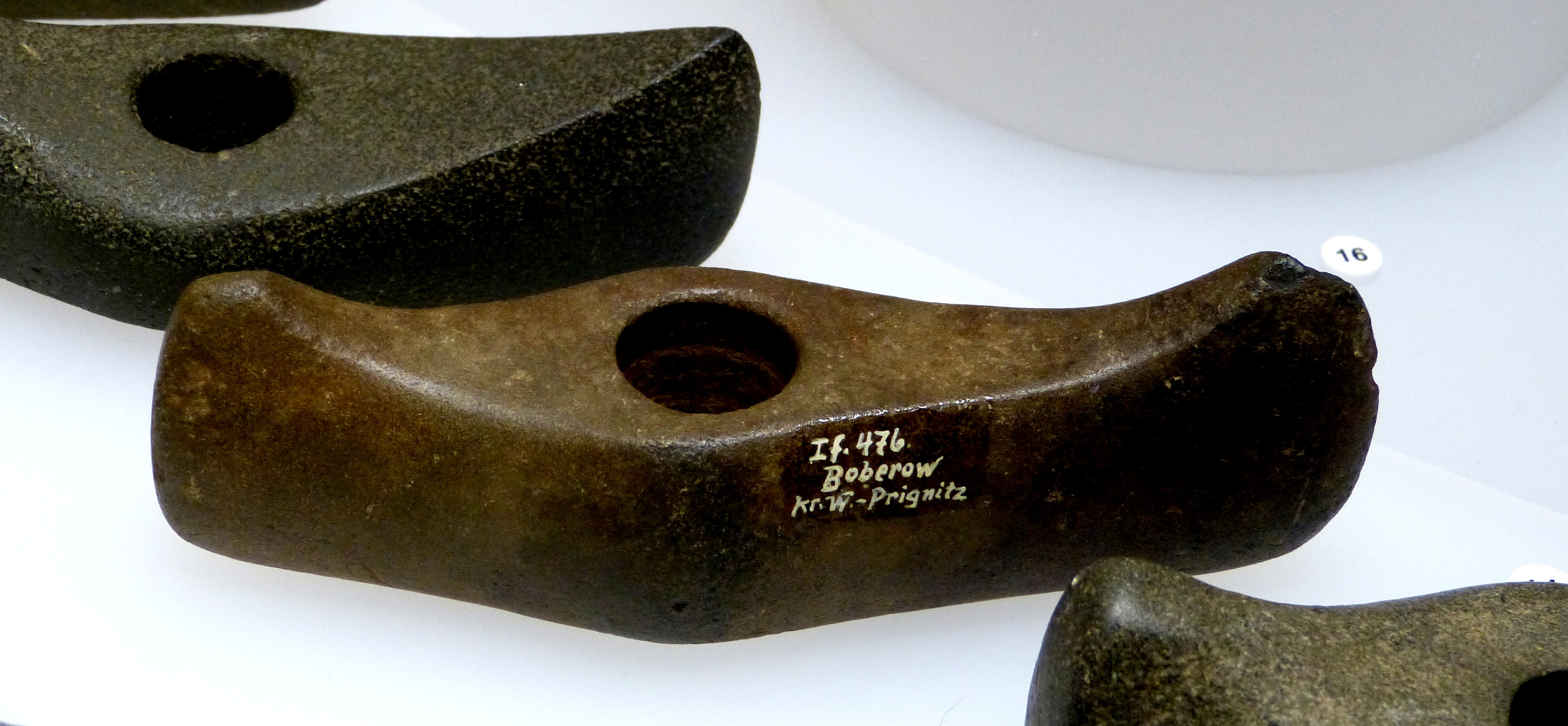
Bootäxte

Die Bootaxtkultur (schwedisch Båtyxekultur, dänisch Bådøksekultur) ist eine endneolithische Kultur in Dänemark, insbesondere Schweden, Finnland und im Baltikum, die nach ihrer charakteristischen Axtform benannt wurde. Die Äxte des älteren Hurva-, besonders aber des Vellinge-Typs, gehören neben den Norrbottnisches Gerät genannten Äxten nordschwedischer Jäger zu den elegantesten steinzeitlichen Kleinplastiken Europas.
Die Kultur gliedert sich primär in die norwegisch-schwedische und die finnische Bootaxtkultur und verbreitete sich im Ostseeküstenbereich bis ins Baltikum (dort als Haffküsten-Kultur). In Norwegen und auf Gotland war ihre Verbreitung geringer, wie sich aus dem Verhältnis der Funde zu denen in Schweden ergibt: 150 Äxte wurden in Norwegen (Ødegården, Rakkestad, Østfold. Fiskumvannet, Øvre Eiker, Buskerud) gefunden, über 1.300 in Schweden und nur zehn auf Gotland. Sie wurden vorrangig als Statussymbol getragen.

## Die Bootaxt

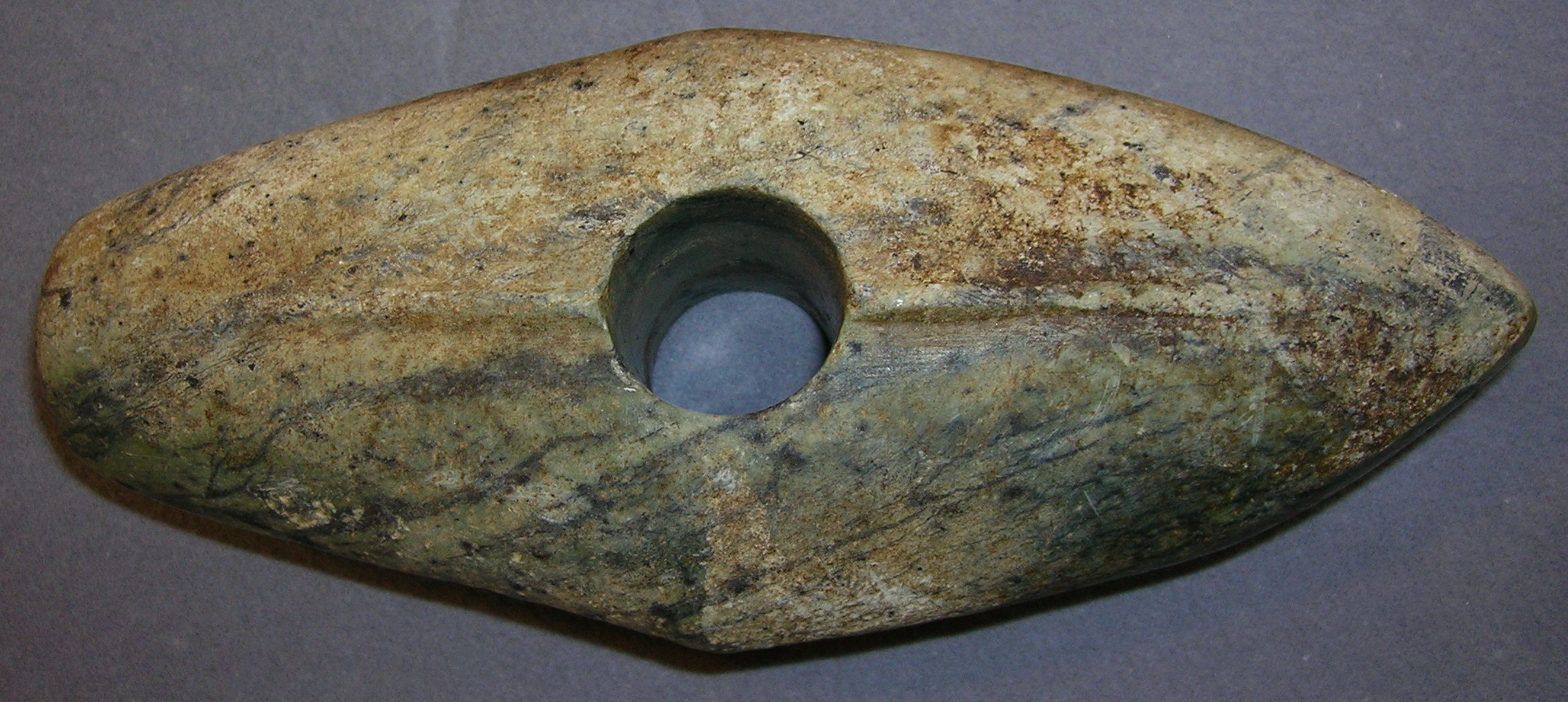
Älterer Typ der Bootaxt

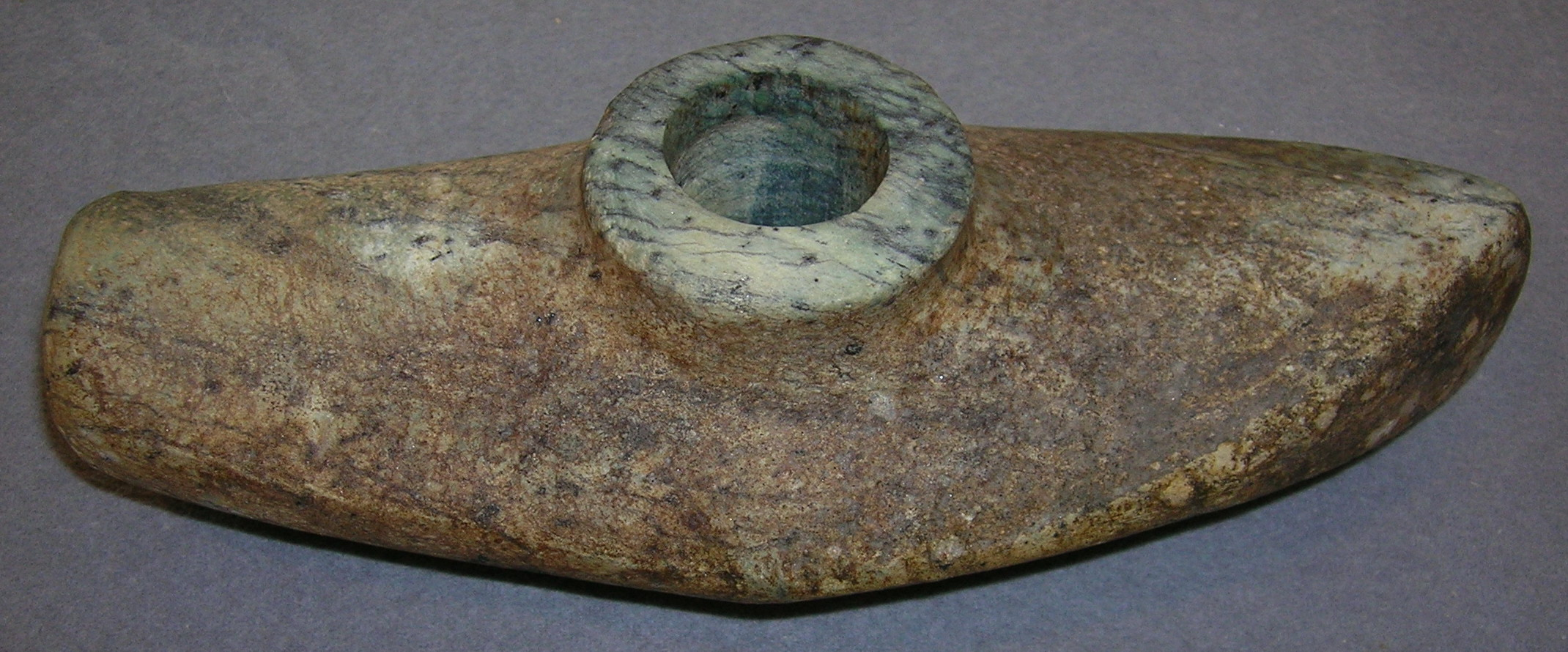
Jüngerer Typ der Bootaxt

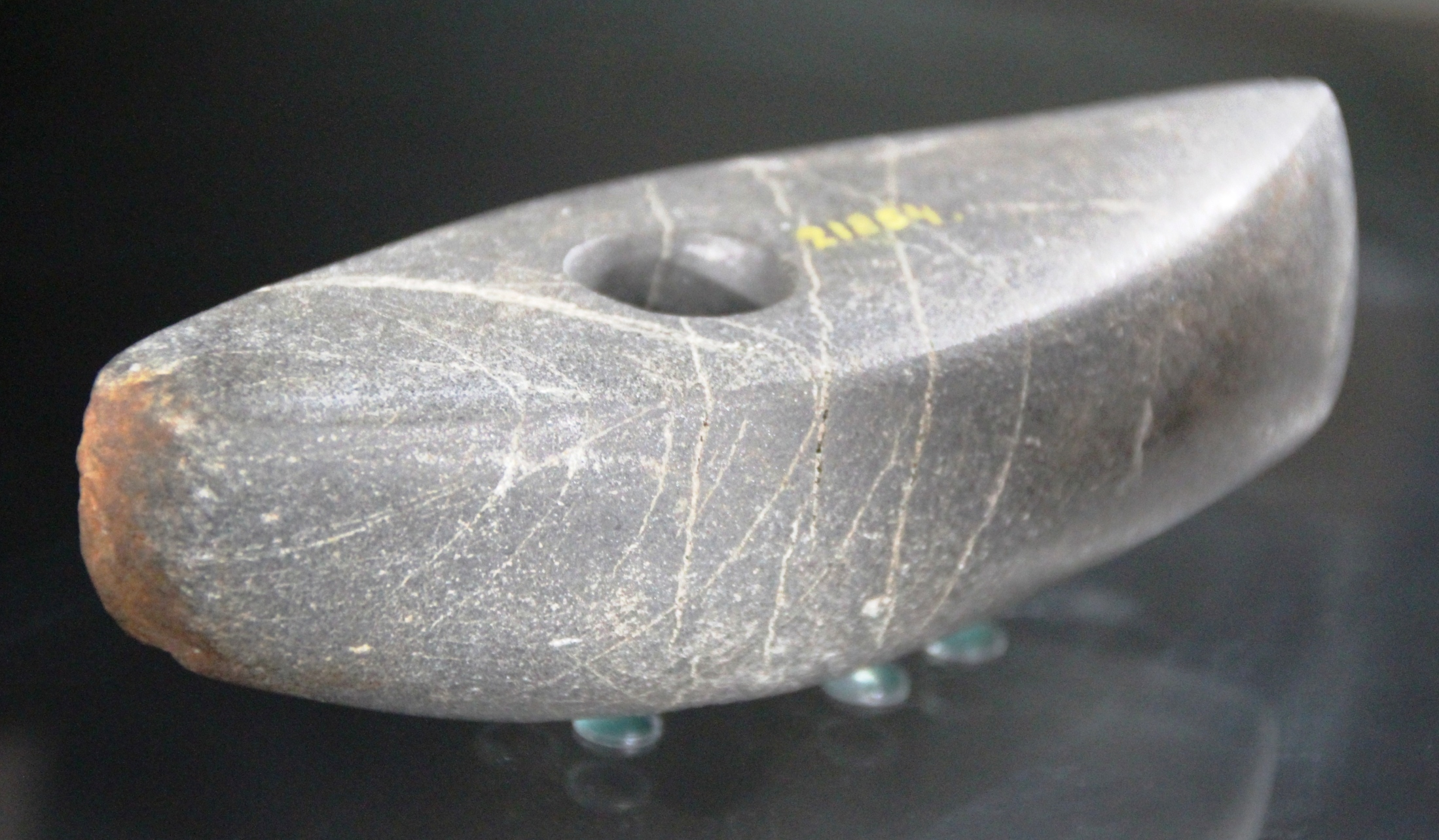
Norwegische Bootaxt von Lista

Einige Exemplare der eponymen Bootaxt werden zu den schönsten Kleinplastiken aus Stein gezählt, die während der Steinzeit geschaffen wurden. In der Form ist diese Axt, die keinerlei axttypischen Gebrauchswert hat, sehr unterschiedlich gestaltet. Die Veränderung der kontinentalen Ursprungsform scheint in Südskandinavien stattgefunden zu haben. Die Grundform war wahrscheinlich eine in den Streitaxtkulturen des mittleren und östlichen Europa, verbreitete einfache Streitaxt, gekennzeichnet durch einen ovalen Querschnitt sowie ein im Querschnitt abgerundetes Nackenende ohne Knopf, mit mehr oder weniger hervorgehobene Schultern zu beiden Seiten des ziemlich großen Schaftloches. Diese Form ist in mehreren Exemplaren aus Schweden bekannt. Einige wurden in Schonen und Blekinge gefunden, aber die meisten um die Seen in Mittelschweden.
In ihrer älteren Form, mit der Bezeichnung „Axt vom Hurvatyp“ (nach dem Kirchspiel Hurva in Schonen) ist die typisch schwedische Bootaxt, eine kurze breite Axt mit diskusförmigem Nackenknopf und einer niedrigen Tülle an der unteren Öffnung des Schaftloches. Sie hat im Allgemeinen rundovalen Querschnitt. In ihrer jüngeren, auch Vellingetyp (nach dem Kirchspiel Vellinge in Schonen) genannten Form, ist sie eine schlanke Axt, elegant in der Formgebung mit hutförmigem Nackenknopf, deren Querschnitt oft spitzoval ist und mit lang gezogener Tülle. Äxte dieses Typs können bis zu 30 cm lang sein. Zu den Hauptformen gibt es mehrere Nebentypen. Der Hurvatyp weist eine nahezu gleichmäßige Verbreitung in den südlichen Landesteilen bis nach Närke, Västmanland und dem mittleren Uppland im Norden auf. Die Verbreitung des jüngeren Typs ist etwa gleich, jedoch mit starker Konzentration in Schonen und Blekinge. Gotland ist dagegen auffallend arm an Bootäxten, nur etwa zehn sind von dort bekannt.
Die mit spitzen Ecken versehene Schneide der stilisierten Bootäxte ist etwas nach unten ausgezogen, der leicht gewölbte Rücken hat auf der Oberseite eine Mittelrippe, die wohl eine Gussnaht wiedergeben soll. An einigen Äxten vom Hurvatyp kommt außerdem auf beiden Seiten des Schaftloches ein Querwulst vor. In diesen Einzelheiten spiegeln sich Vorbilder aus Metall wider. Zur älteren Gruppe gehört auch ein Typ mit Schmalseiten von der Schneide bis zum Nacken sowie niedriger Schafttülle und einem nur angedeuteten Nackenknopf. Der Typ hat die Bezeichnung Sösdalatyp (Kirchspiel Sösdala in Schonen.) Eine Bootaxt, die sich jetzt im Musée préhistorique von Carnac befindet, wurde am Menhir Mané Meur von Quiberon in der Bretagne gefunden.

## Andere Relikte, Fundsituation
Neben den aus Felsgestein hergestellten Bootäxten gab es – als praktische Gerätschaften – dicknackige und dünnblattige Beile, Lanzen und Pfeilspitzen aus Schiefer, Pfrieme aus Knochen sowie Schaber, Meißel, Klingen aus Feuerstein oder Grünstein. Vereinzelt treten Dechsel auf. Dünnwandige, halbkugelige Becher, meist mit rundem Boden, sind typisch für die „schwedische bandverzierte Keramik“ dieser Kultur, die durch waagerechte Linienbänder am Gefäßhals, mit Wellenlinien, Halbkreisen oder Zickzackbändern verziert wurde. Die finnische Keramik ist gröber als die schwedische und hat teilweise spitzbödige Gefäße mit waagerechten Zonen schräger Schnittreihen. Die Geräte und Keramiken wurden in Gräbern gefunden, wobei die Bestattungen der norwegisch-schwedischen Bootaxtkultur in Flachgräbern erfolgten.